# Chondropoma callipeplum
Chondropoma callipeplum је пуж из реда Littorinimorpha и фамилије Pomatiidae.

## Угроженост
Подаци о распрострањености ове врсте су недовољни.

## Распрострањење
Ареал врсте је ограничен на једну државу. 
Никарагва је једино познато природно станиште врсте.